# Gangaridai
- (en) Cet article est partiellement ou en totalité issu de l’article de Wikipédia en anglais intitulé « Gangaridai » (voir la liste des auteurs).

Gangaridai (grec moderne : Γαγγαρίδαι ; Latin : Gangaridae ) est un terme utilisé par les auteurs grecs et romains (entre le Ier siècle av. J.-C. et le IIe siècle) pour décrire un peuple ou une région géographique du sous-continent indien. Certains de ces auteurs affirment qu'Alexandre le Grand s'est retiré du sous-continent indien en raison de la puissante force d'éléphants de guerre des Gangaridai,.
Un certain nombre d'érudits modernes situent Gangaridai dans le delta du Gange, dans la région du Bengale, bien que des théories alternatives existent également. La ville de Gange (ou Ganges), capitale des Gangaridai (selon Ptolémée), a été identifiée avec plusieurs sites de la région, dont Chandraketugarh (en) et le site de Wari-Bateshwar.

## Noms
Les écrivains grecs utilisent les noms « Gandaridae » (Diodore de Sicile), « Gandaritae » et « Gandridae » (Plutarque) pour décrire le peuple. Les écrivains latins utilisent le nom de « Gangaridae », un terme qui semble avoir été inventé par le poète Virgile au Ier siècle av. J.-C.. Certaines étymologies modernes du mot Gangaridai le divisent en « Gaṅgā-rāṣṭra », « Gaṅgā-rāḍha (en) » ou « Gaṅgā-hṛdaya ». Par exemple, il a été suggéré que Gangarid est une déformation grecque du mot indien « Ganga-hṛd », signifiant « la terre avec le Gange en son cœur ». Le sens correspond bien à la description de la région donnée par l'auteur du Périple de la mer Érythrée. Cependant, l'historien Dineshchandra Sircar (en) estime que le mot est simplement la forme plurielle de « Gangarid » (dérivé de la base « Ganga ») et signifie « peuple Ganga (Ganges) ».
Certains érudits antérieurs considéraient les « Gangaridae » comme une corruption ou une distinction des « Gandaridae », une région qu'ils situaient dans la partie nord-ouest du sous-continent indien. Par exemple, William Woodthorpe Tarn (en 1948) a assimilé le terme à Gandhara ; et T. R. Robinson (en 1993) l'a assimilé à Gandaris ou Gandarae, une région du Pendjab actuel mentionnée par les auteurs grecs anciens. Cependant, les anciens ouvrages gréco-romains montrent clairement que les Gandaridae étaient situés dans la plaine du Gange : c'était un autre nom pour les Gangaridae, et il était différent de Gandhara et Gandaris.

## Sources documentaires

### Sources grecques
Plusieurs auteurs grecs antiques mentionnent Gangaridai, mais leurs textes sont sovuent basés sur des sources secondaires ou tertiaires :

#### Diodore de Sicile
La plus ancienne description qui nous soit parvenue des Gangaridai apparaît dans la Bibliothèque historique de l'historien Diodore de Sicile (rédigée en grec au Ier siècle av. J.-C.). Ce récit est basé sur une œuvre aujourd'hui perdue, probablement les écrits du diplomate Mégasthène ou de l'historien Hiéronymos de Cardia.
Dans le deuxième livre de son ouvrage, Diodore déclare que le pays des Gandarides était situé à l'est du Gange (fleuve de trente stades de largeur). Peuplé d'éléphants d'une taille extraordinaire, il n'a jamais été dominé par un roi étranger, tant les autres nations craignent le nombre et la force de ces animaux. Ses habitants furent les seuls à avoir été épargnés par Alexandre le Grand ; après s'être dirigé avec toutes ses troupes vers le fleuve et vaincu tous les autres peuples indiens, il renonça au projet d'attaquer les Gandarides, lorsqu'il eut appris qu'ils préparaient quatre mille éléphants.
Dans le dix-septième livre, il explique qu'Alexandre interrogea Phegeus sur le pays au-delà de l'Indus. Ce dernier lui apprit qu'il y avait un désert à traverser pendant douze jours, puis un fleuve appelé Gange, qui avait trente-deux stades de largeur et le plus profond de tous les cours d'eau indiens. Au-delà habitaient les peuples des Tabraesiens et des Gandaridae, dont le roi était Xandrames. Il avait vingt mille cavaliers, deux cent mille fantassins, deux mille chars et quatre mille éléphants équipés militairement. Alexandre douta de cette information et envoya chercher le roi indien Porus pour l'interroger. Celui-ci assura au roi que presque tout le récit était exact, mais que le roi des Gandaridae était un personnage tout à fait commun et sans distinction, et qu'il était censé être le fils d'un barbier. Son père était beau et très aimé de la reine ; quand elle eut assassiné son mari, il eût le royaume entre les mains. Alexandre comprit que la campagne contre les Gandaridae serait difficile, mais il ne se découragea pas. Il avait confiance dans les qualités combattantes de ses soldats, ainsi que dans les oracles qu'il avait reçus et espérait qu'il serait victorieux. Il se souvint que la Pythie l'avait qualifié d'« invincible » et qu'Amon lui avait donné la domination du monde entier. Cependant, il remarqua que ses soldats étaient épuisés par leurs campagnes constantes, qui duraient depuis près de huit ans. Il y avait eu de nombreuses pertes parmi les soldats, les sabots des chevaux avaient été usés par une marche régulière, les armes et les armures étaient usées et les vêtements grecs avaient complètement disparu. Ils devaient se vêtir de matières étrangères, découpant les vêtements des Indiens. C'était aussi la saison des fortes pluies, qui durait depuis soixante-dix jours, accompagnés de tonnerres et d'éclairs continus. Il considérait tout cela comme contraire à son projet, constata qu'il était nécessaire de leur remonter le moral s'ils voulaient entreprendre cette expédition et il ne voyait qu'un seul espoir de réaliser son souhait. Il permit donc à ses hommes de ravager le pays ennemi, qui regorge de maintes bonnes choses. Pendant ces jours où l'armée était occupée à cueillir, il convoquait les femmes des soldats et leurs enfants : aux femmes il s'engageait à donner une ration mensuelle, aux enfants il distribuait une prime proportionnelle aux états militaires de leurs pères. Lorsque les soldats revenaient chargés de richesses de leur expédition, il les réunit. Il prononça un discours soigneusement préparé sur l'expédition contre les Gandaridae. Mais les Macédoniens refusèrent et il abandonna l'entreprise.
Dans le dix-huitième livre, l'auteur décrit que parmi les satrapies qui font face au midi, la première le long du Caucase est l'Inde, grand royaume habité par de nombreuses nations. La plus grande est celle des Gandaridae, contre lesquels Alexandre n'a pas fait la guerre à cause de la multitude de leurs éléphants.
Le récit de Diodore sur l'Inde dans le livre II est basé, selon John Watson McCrindle (en) dans son Ancient India as described by Megasthenes and Arrian (1877), sur Indica, un livre écrit par Mégasthène au IVe siècle av. J.-C., qui a effectivement visité l'Inde. Cet ouvrage est maintenant perdu, bien qu'il ait été reconstitué à partir des écrits de Diodore et d'autres écrivains ultérieurs. Cependant, selon A. B. Bosworth dans son Alexander and the East (1996), la source d'informations de Diodore sur les Gangaridai était Hiéronymos de Cardia, qui était un contemporain d'Alexandre et la principale source d'informations pour le livre XVIII de Diodore. Bosworth souligne que Diodore décrit le Gange comme ayant 30 stades de large ; mais il est bien attesté par d'autres sources que Mégasthène a décrit la largeur médiane (ou minimale) du Gange comme étant de 100 stades. Cela suggère que Diodore a obtenu les informations sur les Gandaridae d'une autre source et les a annexées à la description de l'Inde par Mégasthène dans le livre II.

#### Plutarque
Plutarque mentionne les Gangaridai dans Vie d'Alexandre (publié dans Vies parallèles, rédigées entre 100 et 120). La bataille contre le roi indien Porus avait refroidit l’ardeur des Macédoniens et les découragea à aller plus avant dans l'Inde. Ils n’étaient venus à bout que péniblement à repousser un ennemi aidé seulement d'une armée de vingt mille hommes d’infanterie et de deux mille chevaux. Aussi résistèrent-ils de toutes leurs forces à Alexandre quand il voulut les obliger à passer le Gange. On les avait informés que la largeur de ce fleuve était de trente-deux stades et sa profondeur de cent orgyies. De plus, l’autre rive était couverte d’un nombre infini de troupes de fantassins, de chevaux et d’éléphants. Enfin, les rois des Gandarites et des Prasiens les y attendaient avec quatre-vingt mille chevaux, deux cent mille fantassins et six mille éléphants dressés au combat. Et ce rapport n’était pas exagéré car Androcottus, qui régna peu de temps après, offrit à Séleucos Ier cinq cents éléphants et, à la tête d’une armée de six cent mille hommes, parcourut et dompta l’Inde tout entière. Humilié et irrité de ce refus, Alexandre se tint d’abord renfermé dans sa chambre, couché par terre, protestant qu’il saurait pas gré de tout ce que les Macédoniens avaient fait jusque-là, s’ils ne passaient le Gange. De plus, il tenait leur retraite prématurée comme un aveu public de leur défaite. Mais ses amis trouvèrent des raisons convaincantes pour le consoler ; ses soldats vinrent à sa porte, pour le toucher par leurs cris et leurs gémissements : à la fin, il se laissa fléchir, et se disposa à retourner sur ses pas. Il dressa en l’honneur des dieux, des autels que les rois des Prasiens honorent encore aujourd'hui : ils passent chaque année le Gange, pour y aller faire des sacrifices à la manière des Grecs. Androcottus, qui était jeune, avait souvent vu Alexandre. Il répéta depuis plusieurs fois, dit-on, qu’il n’avait tenu à rien qu’Alexandre ne devint maître de ces contrées. En effet, le roi qui y commandait était haï et méprisé pour sa méchanceté et pour la bassesse de sa naissance.

#### Ptolémée
Ptolémée dans sa Géographie (vers l'an 150), déclare que les Gangaridae occupaient « toute la région autour de l'embouchure du Gange ». Il nomme une ville appelée Gange comme capitale. Cela suggère que Gange était le nom d'une ville, dérivé du nom du fleuve. En se basant sur le nom de la ville, les écrivains grecs ont utilisé le mot « Gangaridai » pour décrire la population locale.

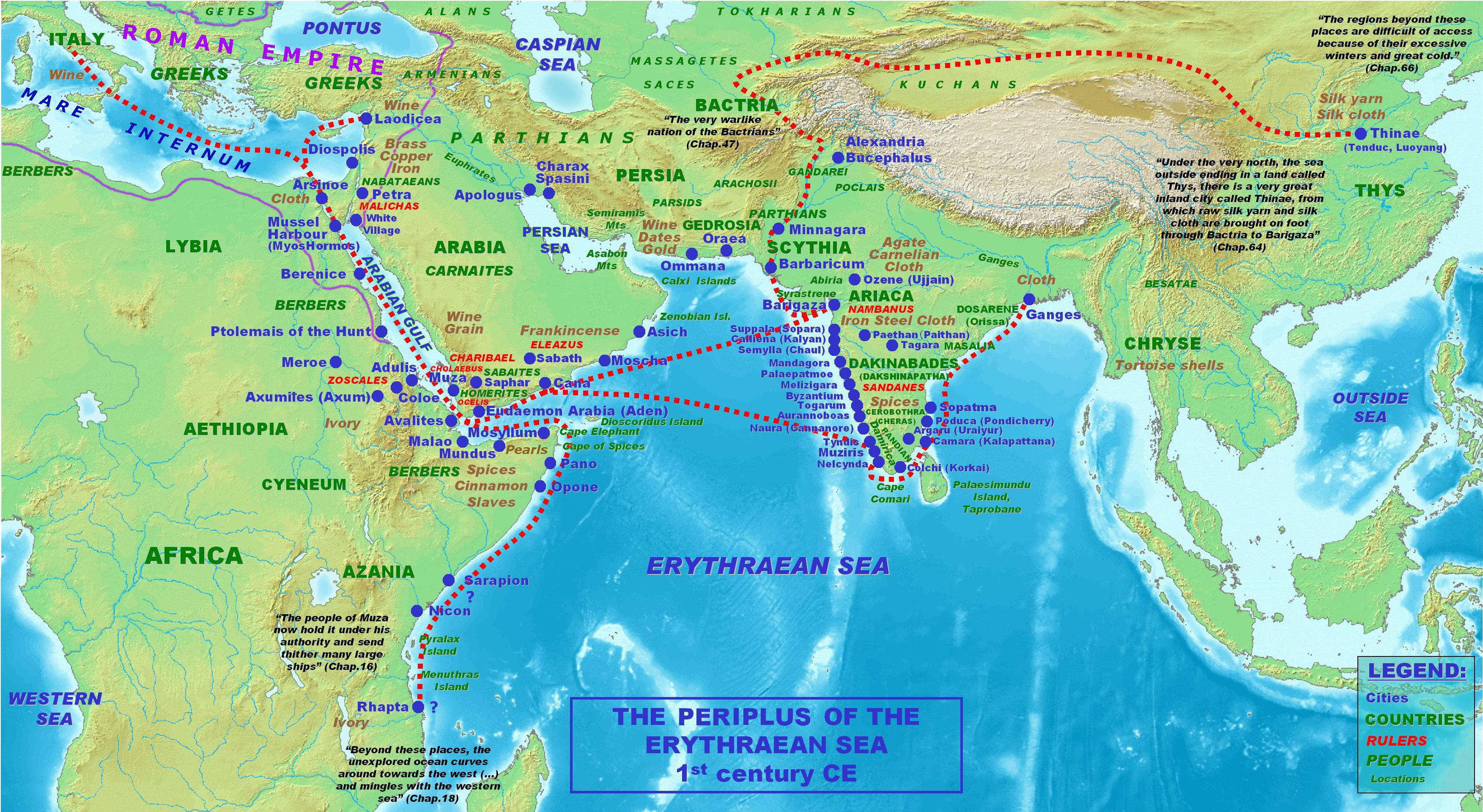
Une carte moderne identifiant les lieux représentés dans le Périple de la mer Érythrée

#### Périple de la mer Érythrée
Le Périple de la mer Érythrée, « périple » anonyme (généralement daté entre le Ier siècle et le IIIe siècle), ne mentionne pas les Gangaridai. Mais il raconte que sur les bords du Gange, il existe un marché, auquel l'antiquité avait donné le nom du fleuve Gange. De ce marché s'exportent du malabathrum (en), du nard gangétique, des perles et des mousselines appelées également gangétiques. On assure, en outre, qu'il existe dans cette province (il s'agit peut-être de Chota Nâgpur) des mines d'or et une sorte de monnaie d'or connue sous le nom de caltis. L'auteur conclue qu'il n'existe pas de marché de la mer Érythrée qui fournisse d'aussi belle écaille.

#### Denys le Périégète

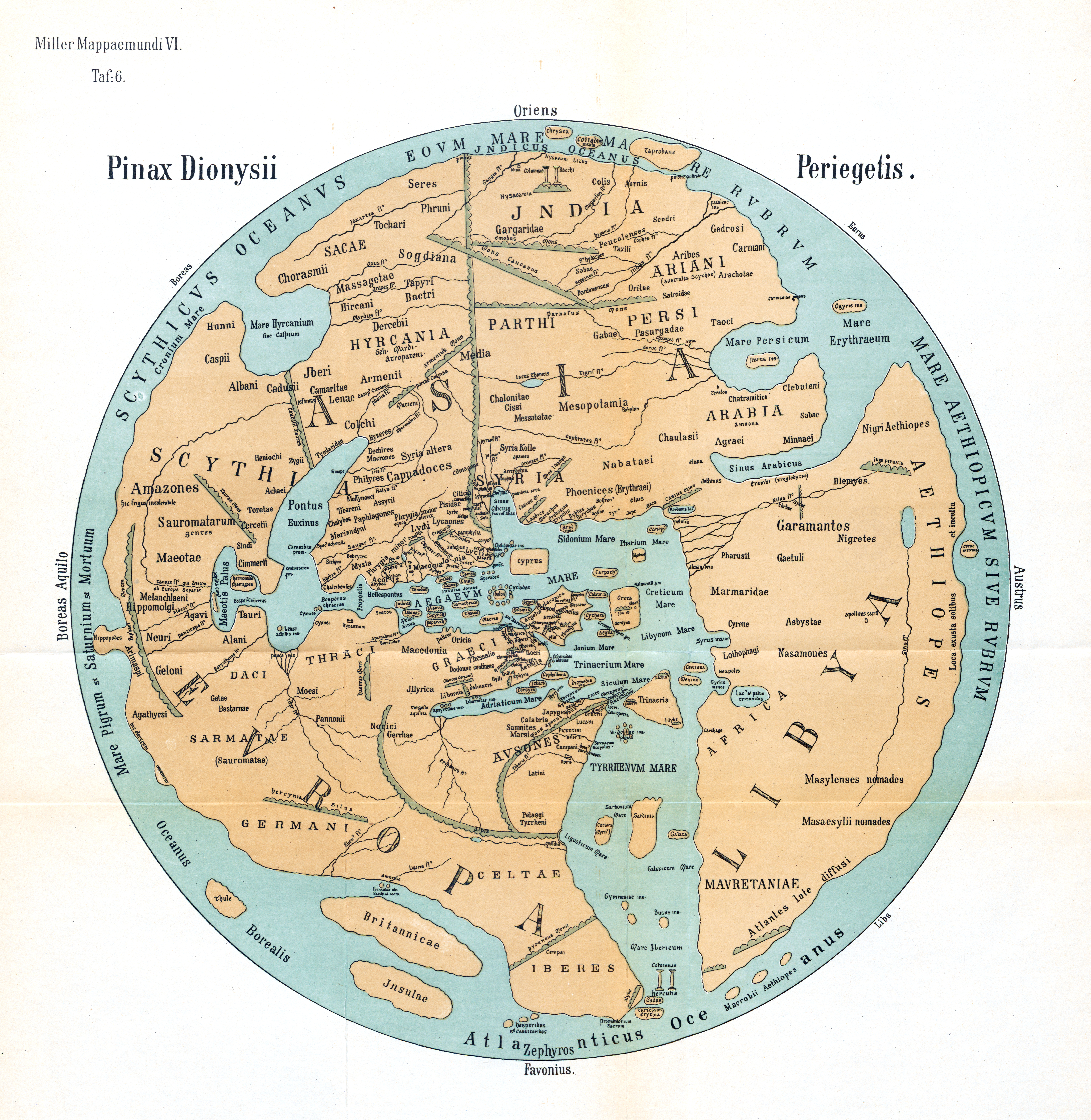
Carte établie par l'historien, d'après Denys le Périégète. Les "Gargaridae" se trouvent tout en haut, en "Jndia".

Denys le Périégète (IIe – IIIe siècle de notre ère) mentionne des "Gargaridae" situés près de la rivière "Hypanis aurifère" (Beas). On pense parfois que les « Gargaridae » sont une variante des « Gangaridae », mais une autre théorie l'identifie au peuple Gandhāra (en). A. B. Bosworth rejette le récit de Denys comme des « absurdités », notant qu'il décrit de manière inexacte la rivière Hypanis comme coulant dans la plaine du Gange.

### Sources romaines

#### Virgile
Le poète Virgile, dans le troisième livre de ses Géorgiques (écrite entre 37 et 30 av. J.-C.), déclare qu'il élèverait un temple de marbre. Il indique que sur les portes, il représenterait, en or et en ivoire massif, le combat des Gangarides et les armes de Quirinus vainqueur.

#### Quinte-Curce
Quinte-Curce, dans le neuvième livre de L'Histoire d'Alexandre le Grand (probablement écrit au Ier siècle), rapporte un échange entre Alexandre et Phégée. Ce dernier l'informe qu'au-delà du fleuve Hypasis, il y avait une route de onze jours à travers de vastes déserts, jusqu'au Gange, le plus grand des fleuves de l'Inde. Sur la rive opposée habitaient les Gangarides et les Prasiens. Leur roi Aggrammès barrait le passage avec vingt mille hommes de cavalerie et deux cent mille d'infanterie. En outre il avait avec lui deux mille chars et trois mille éléphants, principal objet de terreur. Ces informations paraissant incroyable à Alexandre. Il les vérifia donc en questionnant Porus, qui l'accompagnait. Celui-ci confirma que l'on vantait les forces de ces peuples et de leur empire. Cependant, le roi qui les gouvernait était sorti de la condition la plus basse. Son père, barbier de profession, qui gagnait à peine chaque jour de quoi vivre, avait plu à la reine par son apparence. Elle le poussa à assassiner le prince qui régnait alors et, sous le titre de tuteur, s'était emparé du trône. Ensuite, il avait fait périr les héritiers de la couronne et donné naissance au roi maintenant régnant, prince haï et méprisé de ses sujets et qui se souvenait mieux de la fortune de son père que de la sienne propre. Alexandre, n'étant pas effrayé par ses obstacles, était motivé à continuer. Mais il échoua à motiver les autres Macédoniens à le suivre, étant lassés de leurs combats et préférant jouir de leurs richesses déjà accumulées. Son général Coénos lui fit état de cette situation. Le roi s'enferma alors dans sa tente pendant deux jours de colère. Le troisième, il sortit et fit élever douze autels en pierres carrées, monuments de son expédition. Il ordonna aussi que l'on augmentât l'étendue des lignes du camp et qu'on y laissât des lits, dont les dimensions excédassent la proportion de la taille humaine. Grâce à cet aspect gigantesque de ces merveilles trompeuses, il préparait à l'admiration de la postérité.

#### Pline l'Ancien
Pline l'Ancien décrit l'Inde dans le sixième livre de son Histoire naturelle (publiée vers 77). Il déclare que la dernière nation traversée par le Gange est celle des Gangarides Calingiens (en) ; leur capitale se nomme Parthalis. Le roi a soixante mille fantassins, mille cavaliers et sept-cent éléphants, tout prêts à entrer en campagne.

#### Solin
Solin décrit l'Inde dans le cinquante-troisième livre de son Polyhistor (IIIe siècle ou IVe siècle). Il fait commencer ce territoire à l'ouest aux monts Hemodus, puis il décrit succinctement le pays. Enfin, il présente les Gangarides comme le dernier peuple de l'Inde, dont le roi dispose pour la guerre de mille cavaliers, de sept cents éléphants et de soixante mille fantassins.

## Identification

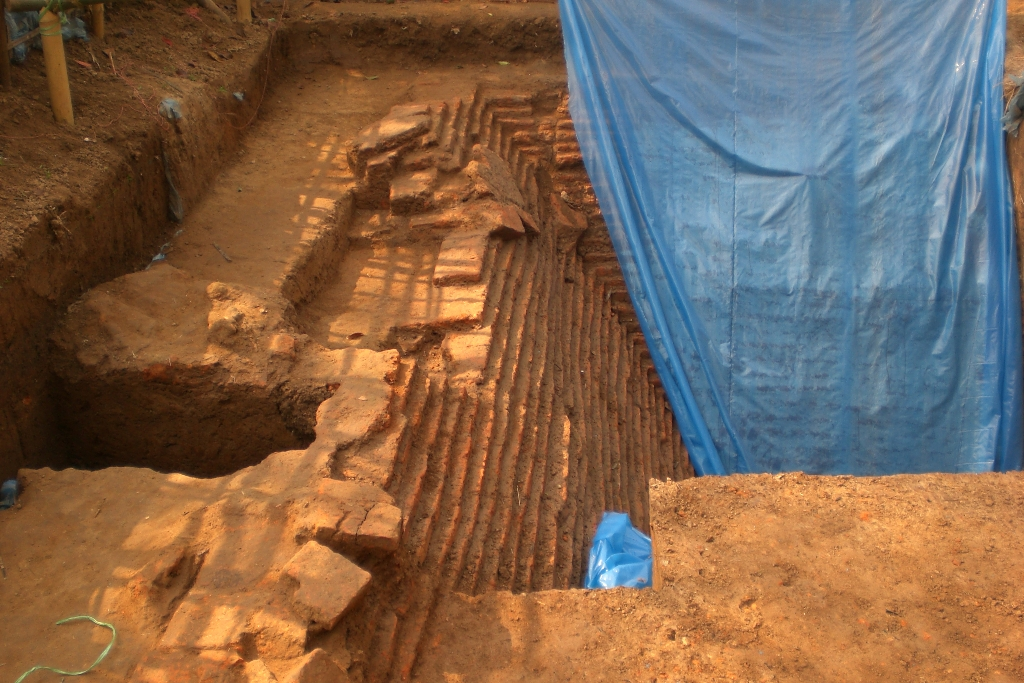
Les ruines de Wari-Bateshwar du Bangladesh actuel ont été identifiées comme faisant partie de Gangaridai. Les archéologues l'ont considéré comme l'ancien centre commercial de Sounagoura mentionné par Claude Ptolémée.

Les auteurs grecs et romains fournissent de vagues informations sur le Gangaridai. En conséquence, les historiens ultérieurs ont avancé diverses théories sur son emplacement.

### Plaines gangétiques
Pline (Ier siècle) dans son Histoire naturelle qualifie les Gangaridai de novissima gente (personnes les plus proches) du Gange. On ne peut pas déterminer à partir de ses écrits s'il veut dire « le plus proche de l'embouchure » ou « le plus proche du cours supérieur ». Mais l'écrivain ultérieur Ptolémée (IIe siècle), dans sa Géographie, localise explicitement les Gangaridai près de l'embouchure du Gange.
A. B. Bosworth note que les anciens écrivains latins utilisent presque toujours le mot « Gangaridae » pour définir le peuple et l'associent au peuple Prasii. Selon Mégasthène, qui vivait réellement en Inde, le peuple Prasii vivait près du Gange. En outre, Pline mentionne explicitement que les Gangaridae vivaient au bord du Gange, nommant leur capitale Parthalis. Toutes ces preuves suggèrent que les Gangaridae vivaient dans les plaines du Gange.
Le terme Prasii est une transcription du mot sanskrit prāchyas, littéralement « Les Orientaux »,.

#### Région de Rarh
Diodore de Sicile (Ier siècle) déclare que le Gange formait la limite orientale du Gangaridai. Sur la base des écrits de Diodore et de l'identification du Gange avec le Bhāgirathi-Hooghly (un défluent occidental du Gange), le Gangaridai peut être identifié avec la région de Rarh (en) au Bengale-Occidental,.

#### Grande partie du Bengale
Le Rarh est situé à l'ouest du fleuve Bhāgirathi-Hooghly. Cependant, Plutarque, Quinte-Curce et Solin (ayant tous vécu au Ier siècle) suggèrent que Gangaridai était situé sur les rives orientales de la rivière Gangaridai. L'historien Ramesh Chandra Majumdar a émis l'hypothèse que les premiers historiens comme Diodore utilisaient le mot Ganga pour désigner la rivière Padma, un défluent oriental du Gange, au Bangladesh.
Pline déclare que les Gangaridai occupaient toute la région autour de ces cinq embouchures, dont il liste les noms : Kambyson, Mega, Kamberikon, Pseudostomon et Antebole. Les emplacements actuels exacts de ces embouchures ne peuvent pas être déterminés avec certitude en raison de l'évolution du tracé des cours d'eau dans le temps. Selon Dineshchandra Sircar (en), la région englobant ces embouchures semble être la région située entre la rivière Bhāgirathi-Hooghly à l'ouest et la rivière Padma à l'est. Cela suggère que le territoire Gangaridai comprenait la région côtière de l'actuel Bengale-Occidental et du Bangladesh, jusqu'à la rivière Padma à l'est. Gaurishankar De et Shubhradip De pensent que les cinq bouches peuvent faire référence au Bidyadhari (en), au Jamuna (en) et à d'autres branches du Bhāgirathi-Hooghly à l'entrée du golfe du Bengale.
Selon l'archéologue Dilip Kumar Chakrabarti (en), le centre du pouvoir Gangaridai était situé à proximité d'Adi Ganga (en) (un cours aujourd'hui asséché de la rivière Hooghly). Il considère Chandraketugarh (en) comme le candidat le plus fort pour le centre, suivi de Mandirtala (en). James Wise pensait que Kotalipara, dans l'actuel Bangladesh, était la capitale du Gangaridai. L'archéologue Habibullah Pathan a identifié les ruines de Wari-Bateshwar comme le territoire de Gangaridai.

### Nord-ouest de l'Inde

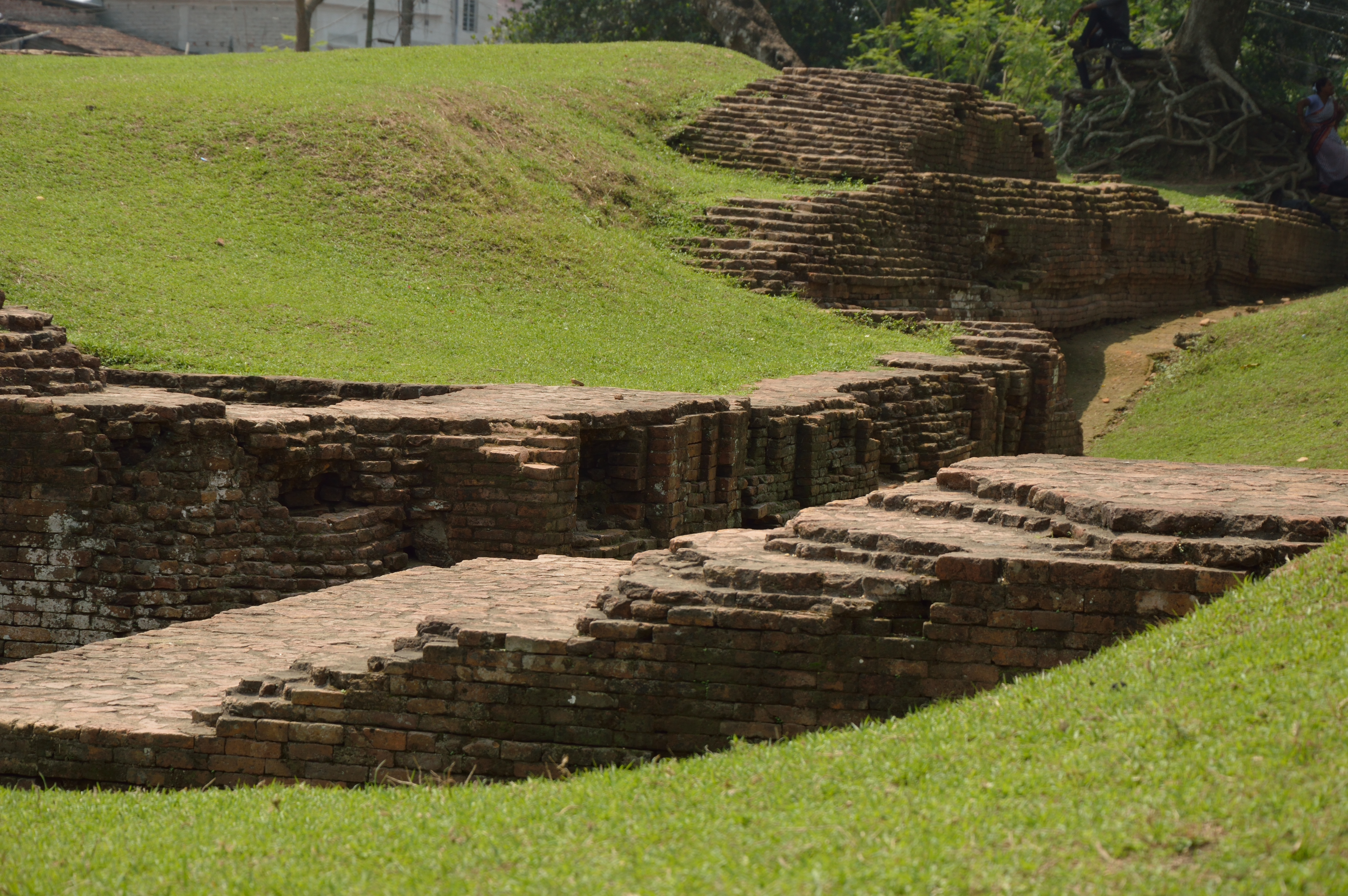
Les archéologues ont considéré Chandraketugarh, dans l'État indien actuel du Bengale occidental, comme l'ancienne ville de Gange, la capitale du Gangaridai.

William Woodthorpe Tarn (1948) identifie les « Gandaridae » mentionnés par Diodore avec les habitants du Gandhara. L'historien T. R. Robinson (1993) localise les Gangaridai immédiatement à l'est de la rivière Beas, dans la région du Pendjab. Selon lui, la rivière sans nom décrite dans le dix-huitième livre de Diodore est Beas (Hyphasis) ; Diodore a mal interprété sa source et l'a combinée de manière incompétente avec d'autres éléments de Mégasthène, nommant par erreur le fleuve Gange dans le deuxième livre. Robinson a identifié les Gandaridae avec les anciens Yaudheyas (en).
A. B. Bosworth (1996) rejette cette théorie, soulignant que Diodore décrit le fleuve sans nom dans le dix-huitième livre comme le plus grand fleuve de la région. Mais le Beas n'est pas le plus grand fleuve de sa région. Même si l'on exclut le territoire conquis par Alexandre dans cette « région » (excluant donc le fleuve Indus), le plus grand fleuve de la région est le Chenab (Acésines). Robison soutient que Diodore décrit la rivière sans nom comme « le plus grand fleuve de sa propre zone immédiate », mais Bosworth estime que cette interprétation n'est pas étayée par la formulation de Diodore. Bosworth note également que les Yaudheyas étaient une confédération autonome et ne correspondent pas aux descriptions anciennes qui décrivent les Gandaridae comme faisant partie d'un royaume fort.

### Autre
Selon Nitish K. Sengupta, il est possible que le terme « Gangaridai » désigne l'ensemble du nord de l'Inde, depuis la rivière Beas jusqu'à la partie occidentale du Bengale.
Pline mentionne ensemble les Gangaridae et les Calingiens (en) (Kalinga). Une interprétation basée sur cette lecture suggère que les Gangaridae et les Calingae faisaient partie de la tribu Kalinga, qui s'est répandue dans le delta du Gange. Nikesh Kumar Sahu de l'Université d'Utkal (en) identifie les Gangaridae comme la partie nord de Kalinga.

### Statut politique
Diodore mentionne Gangaridai et Prasii comme une seule nation, nommant Xandramas comme le roi de cette nation. Diodore les qualifie de « deux nations sous un seul roi ». L'historien A. B. Bosworth estime qu'il s'agit d'une référence à la dynastie Nanda et que le territoire Nanda correspond aux anciennes descriptions du royaume dans lequel se trouvaient les Gangaridae. Selon Nitish K. Sengupta, il est possible que Gangaridai et Prasii soient en fait deux noms différents du même peuple, ou de personnes étroitement liées. Cependant, cela ne peut pas être dit avec certitude.
L'historien Hem Chandra Raychaudhuri (en) écrit : « On peut raisonnablement déduire des déclarations des écrivains grecs et latins qu'à l'époque de l'invasion d'Alexandre, les Gangaridai étaient une nation très puissante et formaient soit une double monarchie avec les Pasioi [Prasii], ou étaient étroitement associés à eux sur un pied d’égalité dans une cause commune contre l’envahisseur étranger ».

## Dans la culture
Voltaire mentionne les Gangarides dans plusieurs de ses œuvres. Pour ce qui est des contes philosophiques, il écrit en 1768 son  La Princesse de Babylone, dans lequel l'héroïne tombe amoureuse d'Amazan, issu du pays des Gangarides. Ce territoire utopique est présenté comme situé sur la rive orientale du Gange. Son peuple vertueux et invincible est égalitaire et végétarien, considérant que c’est un crime horrible vers le Gange de tuer et de manger son semblable. En 1748, il les évoquait déjà brièvement dans Zadig, où le héros, un Babylonien, situe la terre des Gangarides aux extrémités du monde.
Voltaire parle aussi de ce peuple dans d'autres de ses œuvres, comme dans son Essai sur les mœurs et l'esprit des nations (1756), où il évoque sa richesse. Dans une lettre à monsieur des Hauteraies datant de 1760, il explique que les chrétiens doivent leur sacrement de baptême aux usages des anciens Gangarides, qui passèrent chez les Arabes, et que le Seigneur Jésus-Christ a sanctifiés. Dans une lettre datée de 1763 à Jean Le Rond d'Alembert, il évoque l'histoire du séjour en France d'un bramine du pays des Gangarides, apologue présent dans Remarques pour servir de supplément à l'Essai sur les mœurs et l'esprit des nations (1763). Dans l'article XXV des Fragments historiques sur l’Inde et sur le général de Lally (1773 - 1776), il présente des éléments de l'hindouisme, tels que la trinité des Brames, sans toutefois prétendre faire la somme de la théologie des Gangarides.

## Sources
- A. B. Bosworth (1993). Conquest and Empire: The Reign of Alexander the Great. Cambridge University Press.  (ISBN 978-1-107-71725-1).
- A. B. Bosworth (1996). Alexander and the East. Clarendon Press.  (ISBN 978-0-19-158945-4).
- Biplab Dasgupta (2005). European Trade and Colonial Conquest. Anthem Press.  (ISBN 978-1-84331-029-7).
- Carlos Parada (1993). Genealogical Guide to Greek Mythology. Åström. p. 60.  (ISBN 978-91-7081-062-6).
- Dilip Kumar Chakrabarti (en) (2001). Archaeological Geography of the Ganga Plain: The Lower and the Middle Ganga. Orient Blackswan (en).  (ISBN 978-81-7824-016-9).
- Dineschandra Sircar (1971). Studies in the Geography of Ancient and Medieval India. Motilal Banarsidass (en).  (ISBN 978-81-208-0690-0).
- Enamul Haque (2001). Excavation at Wari-Bateshwar: A Preliminary Study. International Center for Study of Bengal Art.  (ISBN 978-984-8140-02-4).
- John Watson McCrindle (en) (1877). Ancient India As Described By Megasthenes And Arrian. London: Trübner & Co.
- Jesmin Sultana (2003). Sirajul Islam (en); Ahmed A. Jamal (eds.). Banglapedia: Kotalipara. Vol. 6. Asiatic Society of Bangladesh.  (ISBN 978-984-32-0581-0).
- Nikesh Kumar Sahu (1964). History of Orissa from the Earliest Time Up to 500 A.D. Utkal University (en).
- Nitish K. Sengupta (2011). Land of Two Rivers: A History of Bengal from the Mahabharata to Mujib. Penguin Books India.  (ISBN 978-0-14-341678-4).
- Ranabir Chakravarti (2001). Trade in Early India. Oxford University Press.  (ISBN 978-0-19-564795-2).
- Ramesh Chandra Majumdar (1982). The Classical Accounts of India, Greek and Roman. South Asia Books.  (ISBN 978-0-8364-0858-4).
- Irfan Habib ; Vivekanand Jha (2004). Mauryan India. A People's History of India. Aligarh Historians Society / Tulika Books (en).  (ISBN 978-81-85229-92-8).
- Gourishankar De ; Shubhradip De, Prasaṅga, pratna-prāntara Candraketugaṛa, Scalāra, 2013  (ISBN 978-93-82435-00-6)